# Ottobeurer Hof
Ottobeurer Hof ist ein Stadtteil von Bad Buchau im Landkreis Biberach in Oberschwaben.
Die Einzelsiedlung Ottobeurer Hof liegt circa zwei Kilometer südlich von Bad Buchau. 

## Geschichte
Der Ottobeurer Hof wird 1265 erstmals erwähnt. Um 1400 gehörte er zur Herrschaft der Herren von Hornstein und ging 1429 an das Kloster Schussenried. Um 1693 kam das Damenstift Buchau in den Besitz des Ottobeurer Hofes, das 1789 von der Grafschaft Friedberg die Hochgerichtsbarkeit erhielt. 